# Gammarus pecos
Gammarus pecos is een vlokreeftensoort uit de familie van de Gammaridae. De wetenschappelijke naam van de soort is voor het eerst geldig gepubliceerd in 1970 door Cole & Bousfield.
De soort komt endemisch voor in de Verenigde Staten. Hier is het alleen bekend van de Diamond Y Spring (ook bekend als de Wilbank Spring) en Leon Creek. Beide noordwestelijk van Fort Stockton, Pacos County, Texas.
De soort staat als kwetsbaar op de rode lijst van bedreigde soorten van de International Union for Conservation of Nature and Natural Resources (IUCN). Samen met Gammarus hyalelloides en Gammarus desperatus vormt G. pecos het Gammarus pecos complex. Alle drie de soorten zijn qua verspreiding begrensd tot de vallei van de Pecos in Texas en New Mexico.